# Pau de Deulino

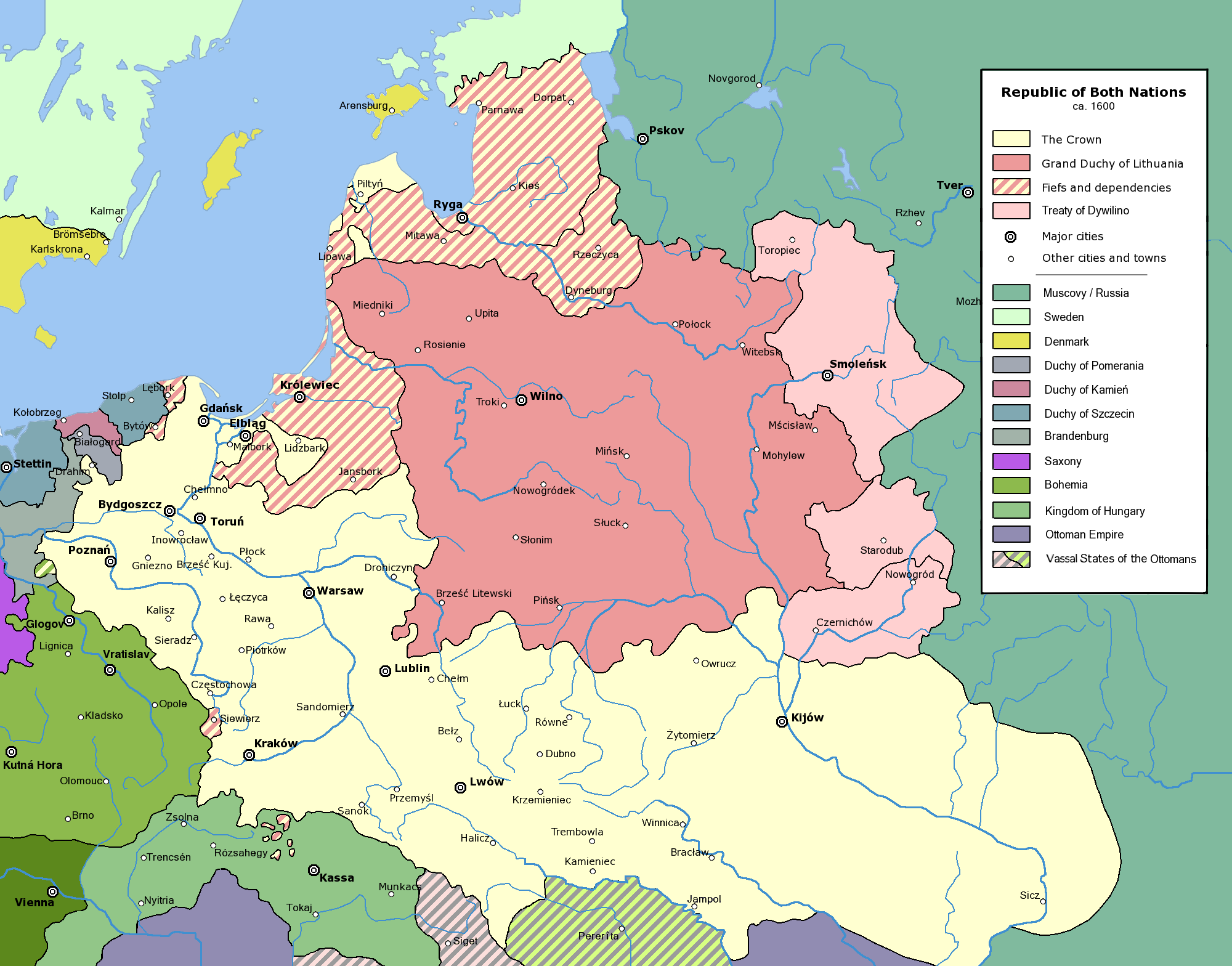
Els territoris marcats en rosat van ser guanyats per la Confederació de Polònia i Lituània. La majoria d'aquests territoris, incloent la ciutat de Smolensk, pertanyien al Gran Ducat de Lituània, abans d'ésser presos pel Gran Ducat de Moscou en el.

La Pau de Deulino –també coneguda com a Treva o Tractat de Dywilino–) va ser signada l'11 de desembre de 1618 i va entrar en vigor el 4 de gener de 1619. Va posar fi a la Guerra russo-polonesa (1605-1618) entre la Confederació de Polònia i Lituània i el Tsarat Rus.
Deulino és el nom d'un llogaret a les proximitats de Sérguiev Possad.
L'acord va suposar la més gran expansió territorial de la Confederació, que va durar fins que aquesta va perdre Livònia el 1629. La Confederació va guanyar el control sobre el Voivodat de Smolensk i el Voivodat de Txerníhiv. La treva tenia com data final 14 anys i mig més tard. Les parts van intercanviar als seus presoners, incloent el patriarca de Moscou Filaret.
Ladislau IV, fill del rei de la Confederació, Segimon III Vasa, no va renunciar a les seves reclamacions sobre el tron moscovita. Després del període de la treva, i mort ja Segimon, les hostilitats es van reprendre amb un conflicte al qual es va denominar Guerra de Smolensk, que va finalitzar amb el Tractat de Poliánovka o Polanów el 1635.